# Torre del Antiguo Convento de Dominicos (Ayódar)
La torre campanario del Antiguo Convento Dominicos, localizada en la calle del Convento de Ayódar, en la comarca del Alto Mijares es una torre catalogada como Bien de relevancia local, según la Disposición Adicional Quinta de la Ley 5/2007, de 9 de febrero, de la Generalidad Valenciana, de modificación de la Ley 4/1998, de 11 de junio, del Patrimonio Cultural Valenciano (DOCV Núm. 5.449 / 13/02/2007), con código identificativo: 12.08.017-001.

## Descripción
Se trata de uno de los pocos vestigios, que quedan en pie, del antiguo Convento de los Dominicos que se empezó a construir en 1575, finalizándose su obra con la construcción en 1601, y derribando el convento en 1950.
Se trata de una torre exenta de unos 36 metros de altura que formaba parte de la iglesia del antiguo Convento de los Dominicos, construido para cristianizar a los habitantes moriscos de la zona, y que hizo las veces de iglesia parroquial, hasta que en el siglo XIX se construyó la actual iglesia parroquial.
El convento fue utilizado durante las guerras carlistas como cuartel general de las tropas.
Es una torre esbelta de buena factura y en ella pueden observarse todavía, restos de la antigua decoración, así como unas curiosas gárgolas de piedra. Es monumento de interés local desde hace relativamente poco, pese a ello cualquier intervención tanto en la torre como en las campanas ha de comunicarse a la Dirección General del Patrimonio Cultural Valenciano con el proyecto correspondiente, antes de su inicio para la debida aprobación oficial. Actualmente se encuentra en proceso de restauración por parte de la Conselleria de Cultura.